# Dyskografia Juelza Santany
Poniżej przedstawiona jest dyskografia amerykańskiego rapera Juelza Santany. Zawiera dokonania solowe, wspólne i single.

## Albumy

### Studyjne
| Rok  | Tytuł | Notowania | Notowania | Notowania | Certyfikacja i sprzedaż            |
| Rok  | Tytuł | U.S.      | U.S. R&B  | U.S. Rap  | Certyfikacja i sprzedaż            |
| ---- | --- | --------- | --------- | --------- | ---------------------------------- |
| 2003 | From Me to U - Pierwszy studyjny album - Data wydania: 19 sierpnia, 2003 - Wytwórnia: Diplomat/Def Jam                | 8         | 3         | *         | - US sprzedaż: 500.000             |
| 2005 | What the Game’s Been Missing! - Drugi studyjny album - Data wydania: 22 listopada, 2005 - Wytwórnia: Diplomat/Def Jam | 9         | 1         | 1         | - US: złoto - US sprzedaż: 655.000 |

### Wspólne
| Rok  | Tytuł | Notowania | Notowania | Notowania |
| Rok  | Tytuł | U.S.      | U.S. R&B  | U.S. Rap  |
| ---- | --- | --------- | --------- | --------- |
| 2003 | Diplomatic Immunity (oraz The Diplomats) - Data wydania: 25 marca, 2003 - Wytwórnia: Diplomat Records/Roc-A-Fella Records/Def Jam Recordings | 8         | 1         | *         |
| 2004 | Diplomatic Immunity 2 (oraz The Diplomats) - Data wydania: 19 października, 2004 - Wytwórnia: Diplomat Records/E1 Music                      | 46        | 8         | *         |
| 2009 | Skull Gang (oraz Skull Gang) - Data wydania: 6 maja, 2009 - Wytwórnia: E1                                                                    | 142       | 25        | 9         |

### Oficjalne mixtape’y
- 2003: Final Destination
- 2004: Back Like Cooked Crack Pt. 1
- 2005: Back Like Cooked Crack Pt. 2
- 2006: Back Like Cooked Crack Pt. 3
- 2011: Reagan Era
- 2013: God Will'n
- 2020: #FREESANTANA

## Single
| Rok  | Utwór                                         | Notowania    | Notowania | Notowania | Album                         |
| Rok  | Utwór                                         | U.S. Hot 100 | U.S. R&B  | U.S. Rap  | Album                         |
| ---- | --------------------------------------------- | ------------ | --------- | --------- | ----------------------------- |
| 2003 | „Dipset (Santana's Town)” (featuring Cam’ron) | —            | 70        | —         | From Me to U                  |
| 2003 | „Down”                                        | —            | —         | —         | From Me to U                  |
| 2005 | „Mic Check”                                   | 35           | 17        | 12        | What the Game’s Been Missing! |
| 2005 | „There It Go (The Whistle Song)”              | 6            | 8         | 3         | What the Game’s Been Missing! |
| 2005 | „Oh Yes”                                      | 56           | 15        | 8         | What the Game’s Been Missing! |
| 2005 | „Clockwork”                                   | —            | 68        | —         | What the Game’s Been Missing! |
| 2009 | „Mixin' Up the Medicine” (featuring Yelawolf) | —            | —         | —         | Born to Lose, Built to Win    |
| 2009 | „Back to the Crib” (featuring Chris Brown)    | 100          | 60        | 23        | Born to Lose, Built to Win    |
| 2011 | „Home Run” (featuring Lil Wayne)              | —            | —         | —         | Born to Lose, Built to Win    |

### Wspólne
| Rok  | Tytuł                                | Notowania    | Notowania | Notowania | Album                 |
| Rok  | Tytuł                                | U.S. Hot 100 | U.S. R&B  | U.S. Rap  | Album                 |
| ---- | ------------------------------------ | ------------ | --------- | --------- | --------------------- |
| 2003 | „Built This City” (z: The Diplomats) | —            | 94        | —         | Diplomatic Immunity   |
| 2003 | „Dipset Anthem” (z: The Diplomats)   | —            | 64        | —         | Diplomatic Immunity   |
| 2004 | „S.A.N.T.A.N.A.” (z: The Diplomats)  | —            | 86        | —         | Diplomatic Immunity 2 |
| 2009 | „I Am the Club” (z: Skull Gang)      | —            | —         | —         | Skull Gang            |

### Gościnnie
| Rok  | Utwór                                                                         | Notowania    | Notowania | Notowania | Album                                          |
| Rok  | Utwór                                                                         | U.S. Hot 100 | U.S. R&B  | U.S. Rap  | Album                                          |
| ---- | ----------------------------------------------------------------------------- | ------------ | --------- | --------- | ---------------------------------------------- |
| 2002 | „Oh Boy” (Cam’ron featuring Juelz Santana)                                    | 4            | 1         | 1         | Come Home with Me                              |
| 2002 | „Hey Ma” (Cam’ron featuring Juelz Santana)                                    | 3            | 7         | 4         | Come Home with Me                              |
| 2002 | „Welcome to New York City” (Cam’ron featuring Jay-Z & Juelz Santana)          | —            | 55        | —         | Come Home with Me                              |
| 2004 | „Crunk Muzik” (Jim Jones featuring Cam’ron & Juelz Santana)                   | —            | 84        | —         | On My Way to Church                            |
| 2005 | „Run It!” (Chris Brown featuring Juelz Santana)                               | 1            | 1         | —         | Chris Brown                                    |
| 2006 | „It's LL and Santana” (LL Cool J featuring Juelz Santana)                     | —            | —         | —         | Todd Smith                                     |
| 2007 | „Emotionless” (Jim Jones featuring Juelz Santana)                             | —            | 91        | —         | Hustler’s P.O.M.E. (Product of My Environment) |
| 2008 | „Curious” (Danny Fernandes featuring Juelz Santana)                           | —            | —         | —         | Intro                                          |
| 2008 | „There's Nothin (Remix)” (Sean Kingston featuring The D.E.Y. & Juelz Santana) | 60           | 63        | —         | Sean Kingston                                  |
| 2008 | „Let Me Show You” (Boxie featuring Juelz Santana)                             | —            | 125       | —         | Non-album single                               |
| 2008 | „Pop Champagne” (Jim Jones featuring Ron Browz & Juelz Santana)               | 22           | 3         | 3         | Pray IV Reign                                  |
| 2009 | „Dancin on Me” (DJ Webstar & Jim Jones featuring Juelz Santana)               | 104          | 48        | 19        | The Rooftop                                    |
| 2009 | „Pusha” (Lloyd featuring Lil Wayne & Juelz Santana)                           | —            | —         | —         | Like Me: The Young Goldie EP                   |
| 2010 | „Beamer, Benz, or Bentley” (Lloyd Banks featuring Juelz Santana)              | 49           | 19        | 5         | H.F.M. 2 (Hunger for More 2)                   |

## Występy gościnne
- 2002: „Oh Boy” (Cam’ron feat. Juelz Santana)
- 2003: „Hey Ma” (Cam’ron feat. Juelz Santana)
- 2005: „S.C.O.M” (Fort Minor feat. Julez Santana)
- 2005: „Run It!” (Chris Brown feat.Juelz Santana)
- 2006: „We Fly High [Remix]” (Jim Jones feat. T.I., P. Diddy, Juelz Santana, Baby, & Young Dro)
- 2007: „Emotionless” (Jim Jones feat. Juelz Santana)
- 2007: „Wonderful” (Marques Houston feat. Juelz Santana)
- 2008: „Curious” (Danny Fernandes feat. Juelz Santana)
- 2008: „Nothin' on Me” (Lil' Wayne feat. Juelz Santana, & Fabolous)
- 2008: „Pop Champagne” (Ron Browz feat. Juelz Santana & Jim Jones)
- 2008: „Let Me Show You” (Boxie feat. Juelz Santana)
- 2008: „There's Nothin'” (Sean Kingston feat. Juelz Santana & The DEY)
- 2009: „Number 1 Girl” (Akon feat. Ice Cube, R. Kelly, Juelz Santana & Jim Jones)
- 2009: „Dancin on Me” (DJ Webstar & Jim Jones feat. Juelz Santana)
- 2009: „Pusha” (Lloyd feat. Lil Wayne & Juelz Santana)
- 2010: „Beamer, Benz or Bentley” (Lloyd Banks feat. Juelz Santana)